# Stvaranje crnogorske države i razvoj crnogorske nacionalnosti
Stvaranje crnogorske države i razvoj crnogorske nacionalnosti: Istorija Crne Gore od početka VIII vijeka do 1918. je naslov knjige crnogorskog povjesničara Jagoša Jovanovića tiskane na Cetinju 1948.
Knjiga predstavlja jedan od prvih pokušaj objektivnijeg sagledavanja crnogorske povijesti, nakon dugog razdoblja neznanstvenih, romantičarskih ili velikosrpskih sinteza povijesti Crnogoraca i njihove države.